# Ritt Bjerregaard
Jytte Ritt Bjerregaard (Kopenhagen, 19 mei 1941 – Østerbro, 21 januari 2023) was een Deense politica van de Deense sociaaldemocraten (Socialdemokraterne). Ze bekleedde in haar loopbaan verschillende nationale en internationale politieke functies: ze was onder meer minister in verschillende Deense regeringen, Eurocommissaris voor Milieu (1995–1999) en burgemeester van Kopenhagen (2006–2009).

## Levensloop
Bjerregaard groeide op in de Kopenhaagse wijk Vesterbro als oudste dochter in een gezin met drie kinderen. Tot 1970 werkte ze als onderwijzeres op een basisschool, maar hier stopte ze mee vanwege haar groeiende politieke ambities. In 1970 werd ze gekozen in de gemeenteraad van Odense en vanaf 21 september 1971 had ze zitting in het Deens parlement (het Folketing). Ze bleef parlementslid tot 22 januari 1995 en was dit opnieuw van 20 november 2001 tot 8 februari 2005. Tussendoor bekleedde ze verschillende ministersposten: ze was minister van Onderwijs (september-december 1973, 1975–1979) en minister van Sociale Zaken (1979–1981) tijdens het premierschap van Anker Jørgensen, en minister van Landbouw en Visserij (2000–2001) onder premier Poul Nyrup Rasmussen.

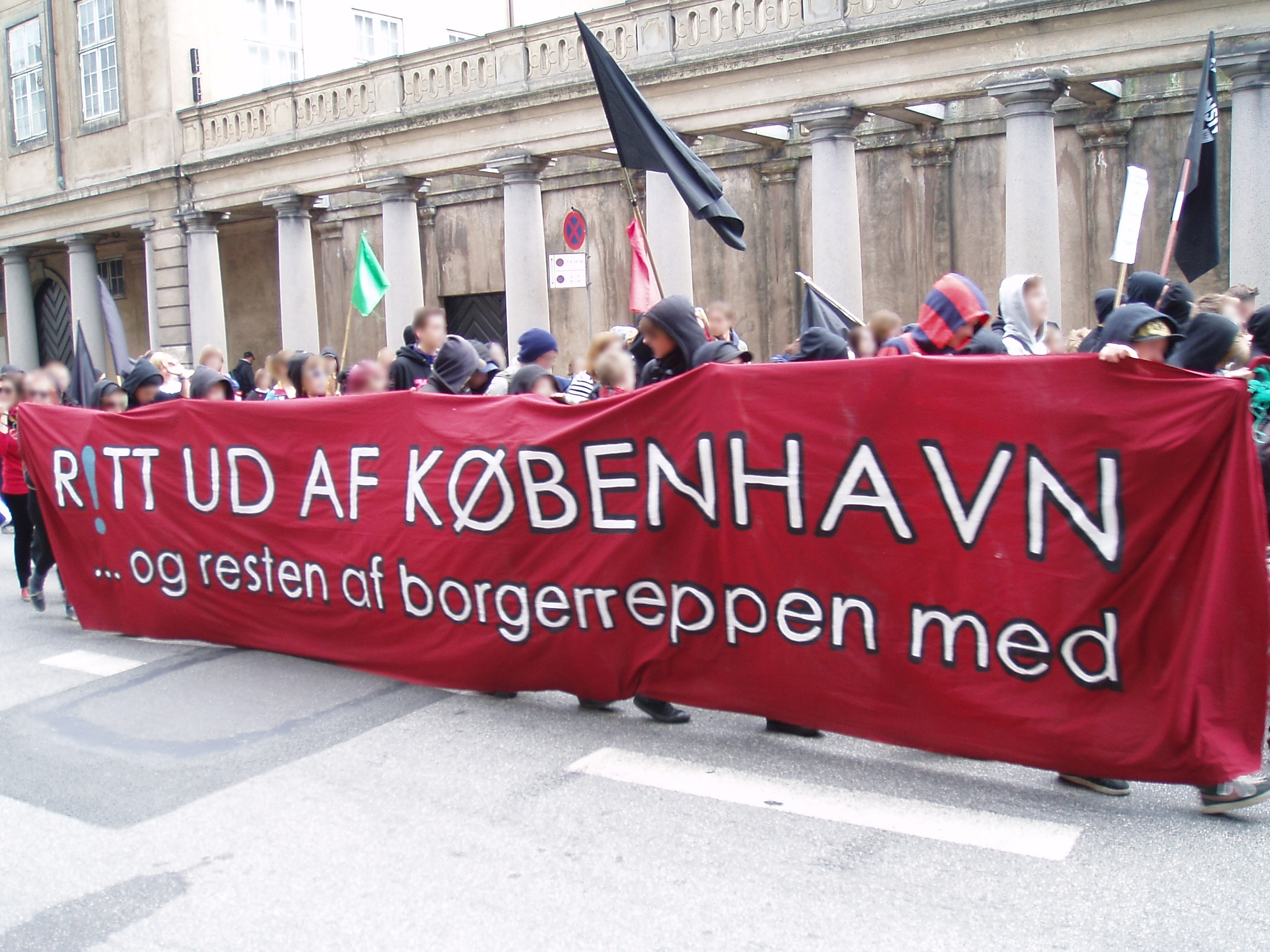
Demonstratie tegen Ritt Bjerregaard na de ontruiming van het jongerenhuis Jagtvej 69 in Nørrebro in 2008.
"Ritt weg uit Kopenhagen... en de rest van de gemeenteraad mee"

Tussen 1995 tot 1999 was Bjerregaard Eurocommissaris in de commissie-Santer, waar zij belast was met Milieu, Nucleaire Veiligheid en Consumentenbeleid. Op 16 november 2005 werd ze met 60.338 voorkeurstemmen gekozen tot burgemeester van Kopenhagen (overborgmester). Zij oefende dit ambt uit van 1 januari 2006 tot 31 december 2009. Na één termijn stelde ze zich niet herkiesbaar en werd ze als burgemeester opgevolgd door partijgenoot Frank Jensen.
Samen met onder anderen oud-premier Poul Nyrup Rasmussen en Mogens Lykketoft wordt Bjerregaard tot de 'gouden generatie' van de sociaaldemocraten gerekend. Ze was getrouwd met historicus Søren Mørch.
 Martin Bangemann ·  Ritt Bjerregaard ·  Emma Bonino ·  Leon Brittan ·  Hans van den Broek ·  Édith Cresson ·  João de Deus Pinheiro ·  Franz Fischler ·  Pádraig Flynn ·  Anita Gradin ·  Neil Kinnock ·  Erkki Liikanen ·  Manuel Marín ·  Karel Van Miert ·  Mario Monti ·  Marcelino Oreja ·  Christos Papoutsis ·  Jacques Santer ·  Yves Thibault de Silguy ·  Monika Wulf-Mathies
- Bibsys: 90264879
- Bibliothèque nationale de France: cb122477069 (data)
- Gemeinsame Normdatei: 118851845
- International Standard Name Identifier: 0000 0000 7831 4668
- Library of Congress Control Number: n79089456
- Nationale Bibliotheek van Polen: a0000003847717
- Nederlandse Thesaurus van Auteursnamen: 074153331
- Parlement.com: vi2globe8hzu
- LIBRIS: 242696
- Système universitaire de documentation: 032268114
- Virtual International Authority File: 4907418
- WorldCat: E39PBJh8KJhvYvK7y9HqdjRMyd